# Néstor Scotta
 Néstor Leonel Scotta (San Justo, Provincia de Santa Fe, Argentina, 7 de abril de 1948 - Caseros, Buenos Aires, Argentina, 8 de enero de 2001) fue un futbolista argentino. Jugaba de delantero y su primer club fue Unión de Santa Fe.

## Trayectoria
Néstor "Tola" Scotta nació en San Justo en 1948. De una familia muy futbolera, su padre jugó para Colón de San Justo, y su hermano menor Héctor Scotta formó parte de la Selección de fútbol de Argentina, y fue dos veces el máximo goleador de la Primera División de Argentina.
Scotta empezó jugando al fútbol  en las inferiores del Club Sanjustino. En 1967 se unió a Unión de Santa Fe por $600.000. Jugó para el club hasta 1969 cuando se unió a River Plate por $10.000.000. Jugó 43 partidos para River marcando 10 goles. En 1971 jugó en Gremio, de Brasil, donde fue el autor del primer gol del  primer torneo Nacional de ese país, reconocido como Brasileirao, ante Sao Paulo. En 1973 se unió a Racing Club donde anotó 63 goles en 127 partidos de liga. Scotta se unió al entrenador argentino Carlos Salvador Bilardo en el equipo colombiano Deportivo Cali en 1977 donde fue dos veces finalista en la Liga colombiana y finalista en la Copa Libertadores 1978.
Durante sus años con el club marcó 79 goles en 109 partidos y fue dos veces goleador en la Copa Libertadores en 1977 y 1978.
En 1981 Scotta volvió a la Argentina, en donde jugó para Platense, marcando 4 goles en 23 ocasiones. En 1982 se unió a Temperley, donde los ayudó a asegurar el ascenso a Primera División. En 1983 fue parte del equipo de Temperley que le aseguró su mejor campaña al alcanzar la semifinal del Nacional de 1983, donde fueron derrotados por el eventual campeón Estudiantes de La Plata.
Scotta jugó el resto de su carrera en las ligas inferiores del fútbol argentino con Colón de Santa Fe en 1984, Estudiantes de Buenos Aires en 1985 y Excursionistas en 1986 y 1987
Scotta falleció el 8 de enero de 2001 en un accidente de tránsito a la edad de 52 años.
Sus restos descansan en el Cementerio Municipal de San Justo.

## Clubes
| Club             | País      | Año         | PJ  | G  |
| ---------------- | --------- | ----------- | --- | -- |
| Unión (SF)       | Argentina | 1967 - 1969 | 42  | 16 |
| River Plate      | Argentina | 1970        | 20  | 5  |
| Grêmio           | Brasil    | 1971        | 25  | 10 |
| River Plate      | Argentina | 1972        | 23  | 5  |
| Racing Club      | Argentina | 1973 - 1976 | 127 | 63 |
| Deportivo Cali   | Colombia  | 1977 - 1980 | 107 | 79 |
| Platense         | Argentina | 1981        | 23  | 4  |
| Temperley        | Argentina | 1982 - 1983 | 47  | 11 |
| Colón (SF)       | Argentina | 1984        | 22  | 4  |
| Estudiantes (BA) | Argentina | 1985 - 1986 | 46  | 15 |
| Excursionistas   | Argentina | 1986 - 1987 | 10  | 1  |

## Estadísticas
Datos actualizados al fin de la carrera deportiva.
| Unión Argentina |               |               |     |     |   |   |    |     |      |      |      |
| 1.ª |               |               |     |     |   |   |    |     |      |      |      |
| M-1968 | 10            | 2             | -   | -   | - | - | 10 | 2   | 0,20 |      |      |
| M-1969 | 19            | 7             | 1   | 0   | - | - | 20 | 7   | 0,35 |      |      |
| N-1969 | 13            | 7             | -   | -   | - | - | 13 | 7   | 0,53 |      |      |
| Total club | Total club    | 42            | 16  | 1   | 0 | 0 | 0  | 43  | 16   | 0,37 |      |
| River Plate Argentina |               |               |     |     |   |   |    |     |      |      |      |
| 1.ª |               |               |     |     |   |   |    |     |      |      |      |
| M-1970 | 14            | 4             | -   | -   | 7 | 2 | 21 | 6   | 0,28 |      |      |
| N-1970 | 6             | 1             | -   | -   | - | - | 6  | 1   | 0,17 |      |      |
| M-1972 | 21            | 5             | -   | -   | - | - | 21 | 5   | 0,23 |      |      |
| N-1972 | 1             | 0             | -   | -   | - | - | 1  | 0   | 0,00 |      |      |
| Total club | Total club    | 42            | 10  | 0   | 0 | 7 | 2  | 49  | 12   | 0,24 |      |
| Racing Club Argentina |               |               |     |     |   |   |    |     |      |      |      |
| 1.ª |               |               |     |     |   |   |    |     |      |      |      |
| M-1973 | 23            | 9             | -   | -   | - | - | 23 | 9   | 0,39 |      |      |
| N-1973 | 14            | 11            | -   | -   | - | - | 14 | 11  | 0,78 |      |      |
| M-1974 | 15            | 6             | -   | -   | - | - | 15 | 6   | 0,40 |      |      |
| N-1974 | 17            | 13            | -   | -   | - | - | 17 | 13  | 0,76 |      |      |
| M-1975 | 30            | 12            | -   | -   | - | - | 30 | 12  | 0,40 |      |      |
| N-1975 | 15            | 7             | -   | -   | - | - | 15 | 7   | 0,47 |      |      |
| M-1976 | 13            | 5             | -   | -   | - | - | 13 | 5   | 0,38 |      |      |
| Total club | Total club    | 127           | 63  | 0   | 0 | 0 | 0  | 127 | 63   | 0,49 |      |
| Platense Argentina |               |               |     |     |   |   |    |     |      |      |      |
| 1.ª | N-1983        | 22            | 4   | -   | - | - | -  | 22  | 4    | 0,18 |      |
| 1.ª | M-1983        | 1             | 0   | -   | - | - | -  | 1   | 0    | 0,00 |      |
| Total club | Total club    | 23            | 4   | 0   | 0 | 0 | 0  | 23  | 4    | 0,17 |      |
| Temperley Argentina |               |               |     |     |   |   |    |     |      |      |      |
| 1.ª | N-1983        | 11            | 4   | -   | - | - | -  | 11  | 4    | 0,36 |      |
| 1.ª | M-1983        | 30            | 6   | -   | - | - | -  | 30  | 6    | 0,20 |      |
| Total club | Total club    | 41            | 10  | 0   | 0 | 0 | 0  | 41  | 10   | 0,24 |      |
| Total carrera | Total carrera | Total carrera | 275 | 103 | 1 | 0 | 7  | 2   | 283  | 105  | 0,37 |
| (1) Incluye datos de la Copa Argentina (1969). (2) Incluye datos de la Copa Libertadores (1970). (3) No incluye goles en partidos amistosos. |               |               |     |     |   |   |    |     |      |      |      |